# Gino Rossetti
Gino Rossetti (* 7. November 1904 in La Spezia; † 16. Mai 1992 ebenda) war ein italienischer Fußballspieler.

## Karriere
Der erste Verein des Italieners war Virtus Spezia in seiner ligurischen Geburtsstadt, ehe der Offensivspieler ab 1921 für Spezia Calcio auflief. Für die Aquilotti spielte er in der italienischen Meisterschaft, die zum damaligen Zeitpunkt noch in Form von regionalen Gruppen mit anschließenden Finalspielen organisiert war. 1924 belegte Spezia den vorletzten Platz in der Gruppe B der Nordliga und musste in die Relegations-Play-Off, wo man den Klassenerhalt schaffte. 1925 landete die Mannschaft nur auf dem letzten Tabellenplatz und musste den Gang in die Zweitklassigkeit antreten. Rossetti war mit sieben von 16 Toren der erfolgreichste Torschütze von Spezia. In der Folgesaison wurde als Gruppensieger umgehend der Wiederaufstieg erreicht.
Durch seine Leistungen war der Stürmer den Verantwortlichen des FC Turin aufgefallen, welche Spezia ein Angebot für den Spieler machte. Spezia lehnte das Angebot ab und der Wechsel kam erst zustande, als Rossetti damit drohte, nach Chile auszuwandern, wo schon sein Bruder als Fußballer tätig war. Bei den Turinern bildete er mit Adolfo Baloncieri und Julio Libonatti eine schlagkräftige Innensturmreihe, die auch als trio delle meraviglie bekannt wurde. Schon in seiner ersten Saison war er mit 19 Toren drittbester Torschütze der Liga, nur sein Klubkollege Libonatti und der Inter-Spieler Anton Powolny lagen vor ihm. Die Turiner konnten auch die Finalrunde für sich entscheiden, der Meistertitel wurde jedoch vom Verband aberkannt, da Vereinsfunktionäre dem Juventus-Spieler Luigi Allemandi ein Bestechungsangebot gemacht hatten. 
In der nächsten Saison schaffte Il Toro mit seinem Traumsturm abermals den Sieg im Finalturnier und damit den ersten Meistertitel in der Vereinsgeschichte. Auch 1928/29 erreichten die Turiner wieder den Gruppensieg, der Meistertitel wurde diesmal direkt zwischen den beiden  Gruppensiegern ausgespielt. Nachdem sowohl der FC Turin als auch die AGC Bologna ihre Heimspiele gewonnen hatten, musste ein Entscheidungsspiel auf neutralem Boden über die Titelvergabe entscheiden. In Rom blieb Bologna schließlich mit 1:0 siegreich, Rossetti konnte sich zumindest mit dem Titel des Torschützenkönigs trösten. Seine Marke von 36 Toren wurde in der höchsten italienischen Spielklasse seitdem niemals wieder erreicht.
Gino Rossetti blieb noch vier weitere Jahre in Turin, ein zweiter Titel sollte jedoch nicht mehr gelingen. 1933 folgte der Wechsel zum SSC Neapel. Die beste Platzierung in seinen vier Jahren in Neapel war ein dritter Platz, seine Torausbeute konnte an erfolgreiche Turiner Zeiten aber nicht mehr heranreichen und blieb in jeder Saison einstellig. Kurzzeitig kehrte er noch für eine Saison nach Turin zurück, ehe er seine Karriere in der Serie B bei seinem Heimatverein beendete.
In der Nationalmannschaft gab Rossetti sein Debüt 1927 gegen die Schweiz, wo er ein Tor zum 5:1-Sieg beisteuerte. 1928 nahm er mit der Nationalmannschaft an den Olympischen Sommerspielen teil, erzielte dabei ein Tor in zwei Einsätzen und gewann die Bronzemedaille. Weiters stand er in der siegreiche Mannschaft der Italiener beim Europapokal der Fußball-Nationalmannschaften 1927 bis 1930, wo er bei nur vier Einsätzen sechs Tore erzielte und gemeinsam mit seinem Klubkollegen Julio Libonatti erfolgreichster Torschütze des Bewerbes wurde. Sein bestes Spiel in der Nationalmannschaft zeigte er 1929 beim 4:3-Erfolg gegen die Tschechoslowakei, wo ihm drei Tore gelangen. Insgesamt bestritt Rossetti 13 Länderspiele für die Azzurri und erzielte dabei neun Tore.

## Erfolge
- Europapokal der Fußball-Nationalmannschaften: 1927 bis 1930
- Italienische Meisterschaft: 1927/28
- Bronzemedaille bei den Olympischen Sommerspielen: 1928
- Italienischer Torschützenkönig: 1928/29